# Kampanjjournalistik
Kampanjjournalistik är journalistik där redaktionen tar ställning i en fråga och försöker uppnå ett syfte.
Att alltför tydligt ta ställning i en fråga kan i förlängningen få nyhetskonsumenterna att tappa förtroendet för mediet eftersom journalistiken i möjligaste mån bör anstränga sig för att vara objektiv. Kampanjjournalistik kan bottna i en oro från redaktioner att konsumenterna inte ska uppmärksamma de journalistiska viljeyttringarna i normal nyhetsrapportering eller granskning och att man därför väljer att "vinjettera" och "paketera" nyheterna för att viljeyttringen ska bli extra tydlig. Att kampanjer blivit vanligare i svenska medier kan enligt Publicistklubbens ordförande Stina Lundberg bero på ett behov av medieföretagen att tydligare profilera sig.
Riskerna med kampanjjournalistik är att den tränger undan annan journalistik eller att redaktionen blir för fäst vid kampanjen och att kampanjen därför överskuggar en mer nyanserad bild av verkligheten. Att de som ska granska istället blir berättelsens fånge och tappar det sunda förnuftet och att sanning och relevans får stå tillbaka. Det händer även att det som börjar som en granskning övergår till att bli en kampanj eller att en granskning kallas kampanjjournalistik av motståndare till granskningen eller dess slutsats.

## Exempel
- Kampanjen mot FRA-lagen - kvällstidningarna uppmanade läsarna att mailbomba riksdagsledamöter som protest mot FRA-lagen, varvid 100 000-tals protestmejl skickades till riksdagsledamöterna.
- Vi gillar olika - kampanjen uppmanade den tysta majoriteten medborgare att ta ställning mot rasism och främlingsfientlighet efter att Sverigedemokraterna nått framgångar i opinionen. Kampanjen hade sin förlaga i den antirasistiska 1980-talskampanjen Rör inte min kompis.
- Vi älskar Malmö - Sydsvenskans motbild till seriemorden i Malmö.[4]
- Mosa Mona! - ett öknamn givet av dem som ansåg att mediebevakningen av Socialdemokraternas partiledare Mona Sahlin inför riksdagsvalet 2010 var alltför ensidig och inte neutral.[4] Framförallt kritiserades Expressen för ensidighet. Paul Ronge kommenterade 2014 att Expressens rapportering blev ett självspelande piano där ihärdiga publiceringar av sjunkande opinionssiffror påverkade opinionen negativt och att Expressen blev ett kampanjorgan för att Alliansen skulle vinna valet.[5]
- Svart på vitt, en artikelserie om invandrare och flyktingar i Expressen med start 6 september 1993
- Det svenska hatet – Gellert Tamas i samarbete med Aftonbladet 2016